# Vital Heynen
Vital Heynen (Maaseik, 12 giugno 1969) è un allenatore di pallavolo ed ex pallavolista belga, commissario tecnico della nazionale cinese di pallavolo maschile.

## Carriera
Inizia ad allenare nella stagione 2005-06, andando a occupare il ruolo di vice nello staff tecnico del Maaseik, formazione della sua città natale; dalla stagione seguente è promosso al ruolo di head coach, ricoprendo questo incarico fino al 2012. Nel quadriennio seguente è commissario tecnico della nazionale tedesca maschile di pallavolo, con cui nel 2014 ottiene il terzo posto ai campionati mondiali in Polonia. Frattanto continua la sua carriera presso le squadre di club: allena i turchi dello Ziraat Bankası nella stagione 2012-13, i polacchi del Łuczniczka Bydgoszcz tra il 2013 e il 2015, e i francesi del Tours nella stagione 2015-16; in quest'ultima annata si aggiudica la Supercoppa francese.
Tra il 2016 e il 2019 guida i tedeschi del Friedrichshafen, con cui vince consecutivamente 3 Coppe di Germania (2016-17, 2017-18 e 2018-19) e 3 Supercoppe tedesche (2016, 2017 e 2018).
Nel mentre, tra il 2017 e il 2018 è commissario tecnico della nazionale belga maschile di pallavolo, e dal 2018 ricopre lo stesso incarico per la nazionale polacca maschile di pallavolo, con cui nel medesimo anno vince il titolo mondiale in Italia; l'anno successivo si aggiudica la medaglia di bronzo ai campionati europei e quella di argento in Coppa del Mondo.
Nella stagione 2019-20 passa alla guida degli italiani della Sir Safety Perugia, con cui nel biennio seguente vince due Supercoppe italiane e raggiunge due finali di Coppa Italia oltreché, nella stagione 2020-21, la finale play-off; viene esonerato nel corso di quest'ultima serie.
Conclusi al termine del 2021 gli impegni con la nazionale polacca, dall'anno successivo passa ad allenare formazioni e selezioni femminili: nel gennaio 2022 viene nominato infatti nuovo commissario tecnico della nazionale tedesca femminile, mentre a partire dalla stagione 2022-23 è di scena nella Sultanlar Ligi turca alla guida del Nilüfer, venendo sollevato dalla guida della squadra nel marzo 2024. Dal 2024 è commissario tecnico della nazionale cinese.

## Palmarès

### Allenatore

#### Club
- Campionato belga: 4

2007-08, 2008-09, 2010-11, 2011-12
- Coppa del Belgio: 5

2006-07, 2007-08, 2008-09, 2009-10, 2011-12
- Coppa di Germania: 3

2016-17, 2017-18, 2018-19
- Supercoppa belga: 4

2006, 2008, 2009, 2011
- Supercoppa francese: 1

2015
- Supercoppa tedesca: 3

2016, 2017, 2018
- Supercoppa italiana: 2

2019, 2020

#### Nazionale (competizioni minori)
- Memorial Hubert Wagner 2018

### Premi individuali
- 2018 - CEV: Allenatore dell'anno di squadra maschile